# Vincent O'Brien National Stakes
Groupe 1
Les Vincent O'Brien National Stakes est une course hippique de groupe 1 qui se court en septembre, sur la distance d'environ 1 400 mètres (7 furlongs), au l'hippodrome du Curragh, dans le Comté de Kildare en Irlande. 
Créée en 1849, elle a d'abord été nommée National Produce Stakes. Elle a été labellisée groupe 2 à l'introduction du système des courses de groupe en 1971, avant d'obtenir le statut de groupe 1 à partir de 1985. Sa distance est passée de 1400 mètres à 1600 mètres en 1997, avant de revenir sur le parcours initial. En 2009, les National Stakes sont rebaptisées Vincent O'Brien National Stakes, en hommage au grand entraîneur irlandais Vincent O'Brien (1917-2009).
C'est une course de plat réservée aux chevaux de 2 ans. L'allocation s'élève à 300 000 €.

## Palmarès depuis 1987
| Année | Vainqueur         | Pays        | Père             | Jockey             | Entraîneur         | Propriétaire                             | Temps   |
| ----- | ----------------- | ----------- | ---------------- | ------------------ | ------------------ | ---------------------------------------- | ------- |
| 2024  | Scorthy Champ     | Irlande     | Mehmas           | Dylan B. McMonagle | Joseph O'Brien     | Rectory Road Ltd, B. Fowler & A. O'Brien | 1'25"08 |
| 2023  | Henry Longfellow  | Irlande     | Dubawi           | Ryan Moore         | Aidan O'Brien      | Coolmore                                 | 1'27"54 |
| 2022  | Al Riffa          | Irlande     | Wootton Bassett  | Dylan B. McMonagle | Joseph O'Brien     | Jassim Bin Ali Al Attiyah                | 1'29"31 |
| 2021  | Native Trail      | Royaume-Uni | Oasis Dream      | William Buick      | Charlie Appleby    | Godolphin                                | 1'26"27 |
| 2020  | Thunder Moon      | Irlande     | Zoffany          | Declan McDonogh    | Joseph O'Brien     | Chantal Regalado-Gonzalez                | 1'28"53 |
| 2019  | Pinatubo          | Royaume-Uni | Shamardal        | William Buick      | Charlie Appleby    | Godolphin                                | 1'21"82 |
| 2018  | Quorto            | Royaume-Uni | Dubawi           | William Buick      | Charlie Appleby    | Godolphin                                | 1'24"81 |
| 2017  | Verbal Dexterity  | Irlande     | Vocalised        | Kevin Manning      | Jim Bolger         | Mme Jim Bolger                           | 1'27"32 |
| 2016  | Churchill         | Irlande     | Galileo          | Ryan Moore         | Aidan O'Brien      | D.Smith, M.Tabor, S.Magnier              | 1'29"28 |
| 2015  | Air Force Blue    | Irlande     | War Front        | Joseph O'Brien     | Aidan O'Brien      | D.Smith, M.Tabor, S.Magnier              | 1'29"89 |
| 2014  | Gleneagles        | Irlande     | Galileo          | Joseph O'Brien     | Aidan O'Brien      | D.Smith, M.Tabor, S.Magnier              | 1'25"29 |
| 2013  | Toormore          | Royaume-Uni | Arakan           | Richard Hughes     | Richard Hannon     | Middleham Park Racing & J.Pak            | 1'22"67 |
| 2012  | Dawn Approach     | Irlande     | New Approach     | Kevin Manning      | Jim Bolger         | Godolphin                                | 1'25"50 |
| 2011  | Power             | Irlande     | Oasis Dream      | James Heffernan    | Aidan O'Brien      | D.Smith, M.Tabor, S.Magnier              | 1'27"74 |
| 2010  | Pathfork          | Royaume-Uni | Distorted Humor  | Fran Berry         | Jessica Harrington | Silverton Hill Partnership               | 1'27"95 |
| 2009  | Kingsfort         | Irlande     | War Chant        | D.P. McDonogh      | Kevin Prendergast  | Norman Ormiston                          | 1'33"63 |
| 2008  | Mastercraftsman   | Irlande     | Danehill Dancer  | Johnny Murtagh     | Aidan O'Brien      | Derrick Smith                            | 1'37"59 |
| 2007  | New Approach      | Irlande     | Galileo          | Kevin Manning      | Jim Bolger         | Jackie Bolger                            | 1'23"51 |
| 2006  | Teofilo           | Irlande     | Galileo          | Kevin Manning      | Jim Bolger         | Jackie Bolger                            | 1'26"40 |
| 2005  | George Washington | Irlande     | Danehill         | Kieren Fallon      | Aidan O'Brien      | Sue Magnier                              | 1'23"70 |
| 2004  | Dubawi            | Royaume-Uni | Dubai Millennium | Frankie Dettori    | Saeed Bin Suroor   | Godolphin                                | 1'36"98 |
| 2003  | One Cool Cat      | Irlande     | Storm Cat        | Michael Kinane     | Aidan O'Brien      | Sue Magnier                              | 1'23"10 |
| 2002  | Refuse to Bend    | Irlande     | Sadler's Wells   | Pat Smullen        | Dermot Weld        | Moyglare Stud Farm                       | 1'26"00 |
| 2001  | Hawk Wing         | Irlande     | Woodman          | Michael Kinane     | Aidan O'Brien      | Sue Magnier                              | 1'20"90 |
| 2000  | Beckett           | Irlande     | Fairy King       | Seamus Heffernan   | Aidan O'Brien      | Sue Magnier                              | 1'29"80 |
| 1999  | Sinndar           | Irlande     | Grand Lodge      | Johnny Murtagh     | John Oxx           | Aga Khan                                 | 1'46"20 |
| 1998  | Mus-If            | Irlande     | Lahib            | Michael Kinane     | Dermot Weld        | Hamdan Al Maktoum                        | 1'41"50 |
| 1997  | King of Kings     | Irlande     | Sadler's Wells   | Christy Roche      | Aidan O'Brien      | Sue Magnier                              | 1'43"30 |
| 1996  | Desert King       | Irlande     | Danehill         | Walter Swinburn    | Aidan O'Brien      | Michael Tabor                            | 1'25"70 |
| 1995  | Danehill Dancer   | Irlande     | Danehill         | Pat Eddery         | Neville Callaghan  | Michael Tabor                            | 1'24"10 |
| 1994  | Definite Article  | Irlande     | Indian Ridge     | Michael Kinane     | Dermot Weld        | Moyglare Stud Farm                       | 1'31"10 |
| 1993  | Manntari          | Irlande     | Doyoun           | Johnny Murtagh     | John Oxx           | Aga Khan                                 | 1'29"70 |
| 1992  | Fatherland        | Irlande     | Sadler's Wells   | Lester Piggott     | Vincent O'Brien    | Jacqueline O'Brien                       | 1'33"70 |
| 1991  | El Prado          | Irlande     | Sadler's Wells   | Lester Piggott     | Vincent O'Brien    | Robert Sangster                          | 1'24"40 |
| 1990  | Heart of Darkness | Royaume-Uni | Glint of Gold    | Pat Shanahan       | Ian Balding        | Paul Mellon                              | 1'25"20 |
| 1989  | Dashing Blade     | Royaume-Uni | Elegant Air      | John Matthias      | Ian Balding        | Jeff Smith                               | 1'23"10 |
| 1988  | Classic Fame      | Irlande     | Nijinsky         | John A. Reid       | Vincent O'Brien    | Classic Thoroughbred Plc.                | 1'28"00 |
| 1987  | Caerwent          | Irlande     | Caerleon         | Cash Asmussen      | Vincent O'Brien    | Sir Edmund Loder                         | 1'32"20 |